# Severino Batista de França
Severino Batista de França OFMCap. (ur. 29 stycznia 1945 w Bezeros) – brazylijski duchowny rzymskokatolicki, w latach 2007-2015 biskup Nazaré.

## Życiorys
Święcenia kapłańskie przyjął 8 grudnia 1972 w zgromadzeniu kapucynów. Był m.in. wiceprowincjałem, mistrzem postulatu i nowicjatu, a także wikariuszem archidiecezji Maceió ds. życia konsekrowanego i diecezjalnym duszpasterzem rodzin.
4 sierpnia 2004 został prekonizowany biskupem pomocniczym Santarém ze stolicą tytularną Hierpiniana. Sakrę biskupią otrzymał 7 października 2004. 7 marca 2007 został mianowany biskupem Nazaré. 25 listopada 2015 ze względów zdrowotnych zrezygnował z urzędu.